# Opithandra
Opithandra es un género con doce especies de plantas  perteneciente a la familia Gesneriaceae. Es originaria del sureste de Asia donde se distribuye por China y Japón.

## Descripción
Son plantas herbáceas, perennes, epipetric o terrestres , rizomatosa , sin tallo . Las hojas son basales; con  limbo puberulento a cuneado, lanudas o aterciopeladas , la base es cordada . Las inflorescencias  se presentan como umbelas , laxas y axilares, con dos brácteas. Cáliz actinomorfo.  Corola de color rosa a púrpura , zigomorfa. El fruto en forma de cápsula.

## Taxonomía
El género fue descrito por  Brian Laurence Burtt y publicado en Baileya 4(4): 162. 1956.  La especie tipo es: Opithandra primuloides (Miq.) B.L.Burtt 
Etimología
Opithandra: nombre genérico que deriva de las palabras del griego antiguo: όπιθη, opithē = "detrás", y ανηρ, ανδρος, anēr, andros = "macho", en alusión al hecho de que los estambres posteriores son los fértiles.

## Especies aceptadas
A continuación se brinda un listado de las especies del género Opithandra aceptadas hasta abril de 2014, ordenadas alfabéticamente. Para cada una se indica el nombre binomial seguido del autor, abreviado según las convenciones y usos.
- Opithandra acaulis (Merr.) B.L.Burtt
- Opithandra burttii W.T.Wang
- Opithandra cinerea W.T.Wang
- Opithandra dalzielii (W.W.Sm.) B.L.Burtt
- Opithandra dinghushanensis W.T.Wang [Etim 1]
- Opithandra fargesii (Franch.) B.L.Burtt
- Opithandra lungshengensis W.T.Wang
- Opithandra obtusidentata W.T.Wang
- Opithandra primuloides (Miq.) B.L.Burtt
- Opithandra pumila (W.T.Wang) W.T.Wang
- Opithandra sinohenryi (Chun) B.L.Burtt
- Opithandra wentsaii Z.Yu Li